# Anania impunctata
Anania impunctata is een vlinder van de familie van de grasmotten (Crambidae). De wetenschappelijke naam van deze soort is voor het eerst voorgesteld als Lygropis impunctata door William Warren in een publicatie uit 1897.
De soort komt voor in Ethiopië, Tanzania, Zambia, Malawi, Mozambique, botswana, Zimbabwe, Zuid-Afrika en Lesotho.